# Anergie des cellules endothéliales
 (juin 2023).
La mise en forme du texte ne suit pas les recommandations de Wikipédia : il faut le « wikifier ».
Les points d'amélioration suivants sont les cas les plus fréquents. Le détail des points à revoir est peut-être précisé sur la page de discussion.
- Les titres sont pré-formatés par le logiciel. Ils ne sont ni en capitales, ni en gras.
- Le texte ne doit pas être écrit en capitales (les noms de famille non plus), ni en gras, ni en italique, ni en « petit »…
- Le gras n'est utilisé que pour surligner le titre de l'article dans l'introduction, une seule fois.
- L'italique est rarement utilisé : mots en langue étrangère, titres d'œuvres, noms de bateaux, etc.
- Les citations ne sont pas en italique mais en corps de texte normal. Elles sont entourées par des guillemets français : « et ».
- Les listes à puces sont à éviter, des paragraphes rédigés étant largement préférés. Les tableaux sont à réserver à la présentation de données structurées (résultats, etc.).
- Les appels de note de bas de page (petits chiffres en exposant, introduits par l'outil «  Source ») sont à placer entre la fin de phrase et le point final[comme ça].
- Les liens internes (vers d'autres articles de Wikipédia) sont à choisir avec parcimonie. Créez des liens vers des articles approfondissant le sujet. Les termes génériques sans rapport avec le sujet sont à éviter, ainsi que les répétitions de liens vers un même terme.
- Les liens externes sont à placer uniquement dans une section « Liens externes », à la fin de l'article. Ces liens sont à choisir avec parcimonie suivant les règles définies. Si un lien sert de source à l'article, son insertion dans le texte est à faire par les notes de bas de page.
- La présentation des références doit suivre les conventions bibliographiques. Il est recommandé d'utiliser les modèles {{Ouvrage}}, {{Chapitre}}, {{Article}}, {{Lien web}} et/ou {{Bibliographie}}. Le mode d'édition visuel peut mettre en forme automatiquement les références.
- Insérer une infobox (cadre d'informations à droite) n'est pas obligatoire pour parachever la mise en page.

Pour une aide détaillée, merci de consulter Aide:Wikification.
Si vous pensez que ces points ont été résolus, vous pouvez retirer ce bandeau et améliorer la mise en forme d'un autre article.
 (juin 2023).
L'anergie des cellules endothéliales est une condition au cours du processus d'angiogenèse, où l'endothélium, le tissu cellulaire qui tapisse l'intérieur des vaisseaux sanguins, n'est plus capable de répondre aux cytokines inflammatoires,. Ces cytokines sont nécessaires pour induire l'expression de protéines d'adhésion cellulaire afin de permettre l'infiltration des leucocytes du sang vers les tissus inflammés, tels que les tumeurs. Cette affection, qui protège la tumeur du système immunitaire, est le résultat d'une exposition à des facteurs de croissance angiogéniques. Outre l'anergie des cellules endothéliales, il existe d'autres mécanismes vasculaires qui permet aux tumeurs d'échapper au système immunitaire, tels que l'expression de molécules dites de point de contrôle immunitaire (par exemple PD-L1/2) et des protéines capables de délivrer des signaux de mort aux leucocytes ( Ligand de Fas et LGALS1 ). L'anergie des cellules endothéliales a été découverte en 1996 par le laboratoire d'angiogenèse, dirigé par Arjan W. Griffioen et actuellement situé à Amsterdam UMC (nl), Amsterdam, Pays-Bas. Voir la figure.

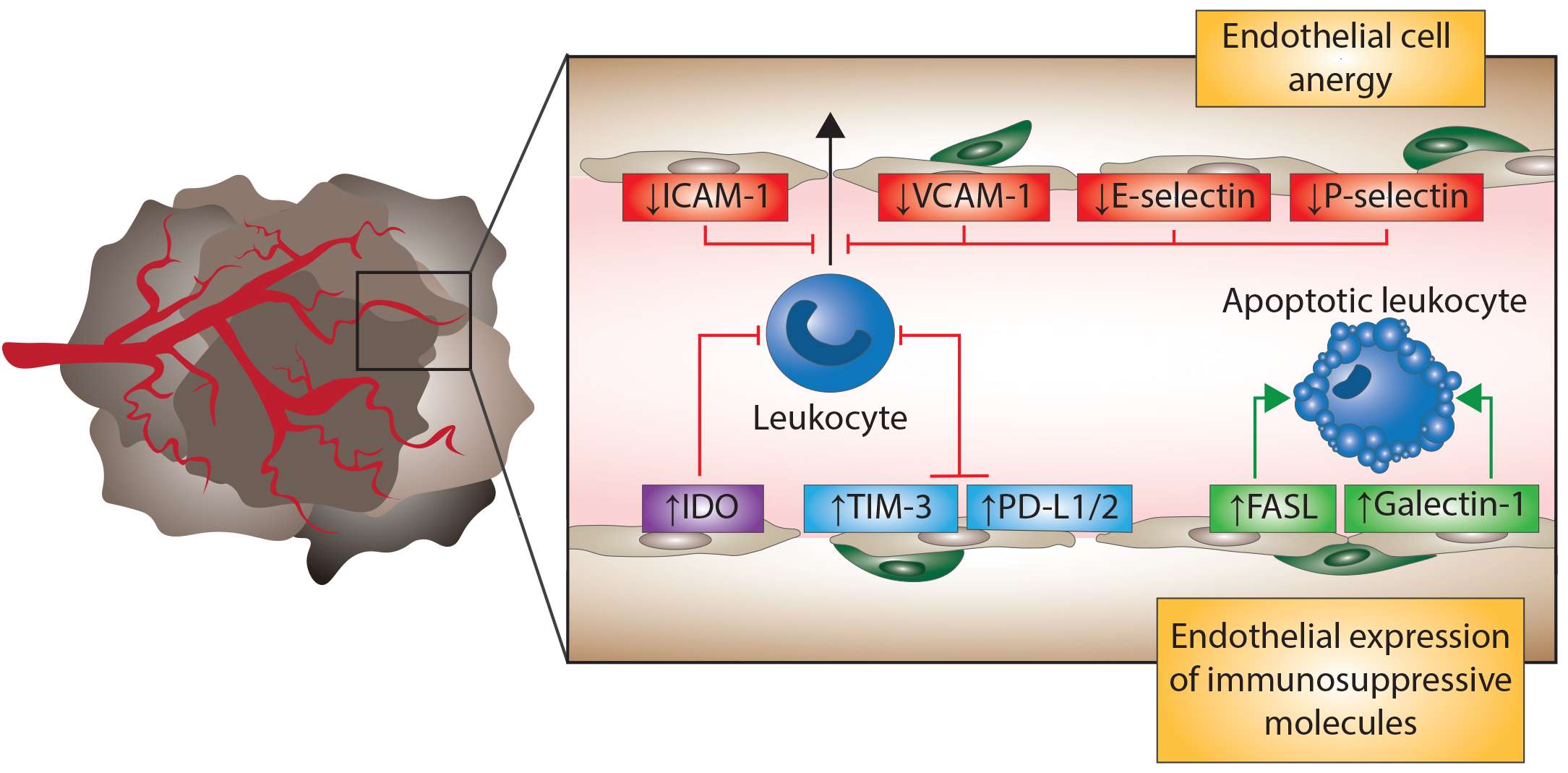
Mécanismes de suppression immunitaire basés sur la vascularisation. Le processus d'anergie des cellules endothéliales tumorales est représentée par la suppression des molécules d'adhésion endothéliales, telles qu'ICAM-1, VCAM-1 et la sélectine E. Le système vasculaire tumoral contribue à une plus grande suppression immunitaire grâce à une expression accrue de molécules de point de contrôle immunitaire, telles que PD-L1 et IDO, qui suppriment la fonction des leucocytes. De plus, le système vasculaire tumoral exprime des molécules, telles que FASL et LGALS1, qui peuvent donner des signaux de mort aux leucocytes. La figure est tirée de

## Infiltration leucocytaire
La formation d'un infiltrat leucocytaire dans l'inflammation dépend de l'interaction des leucocytes dans le sang avec la paroi vasculaire. Cette interaction et la diapédèse qui en résulte sont médiées par des protéines d'adhésion cellulaire présentent à la fois sur les leucocytes et sur l'endothélium. Les cellules endothéliales expriment normalement de faibles niveaux de protéines d'adhésion. Ces molécules d'adhésion s'expriment cependant en plus grand nombre aux abords des tissus inflammés en raison de leur exposition à des cytokines inflammatoires, comme l'interleukine 1, l'interféron gamma ou le facteur de nécrose tumorale alpha.

## L'angiogenèse bloque l'infiltration des leucocytes
L'anergie des cellules endothéliales a été décrite pour la première fois en 1996 lorsqu'il a été démontré que les cellules endothéliales d'une tumeur n'étaient pas en mesure de réguler positivement l'expression des protéines d'adhésion, telles que la protéine d'adhésion intercellulaire-1 (ICAM-1, CD54), la protéine d'adhésion cellulaire vasculaire-1 (VCAM-1, CD106) ou l'E-sélectine (CD62E), à la suite de l'exposition à des stimulateurs angiogénèse comme, le facteur de croissance de l'endothélium vasculaire (VEGF) ou le facteur de croissance des fibroblastes (FGF),. Le résultat de l'anergie des cellules endothéliales dans une tumeur est que les leucocytes ne pourront pas atteindre la tumeur, ce qui entravera la réponse immunitaire anti-tumorale. Outre l'induction de l'anergie des cellules endothéliales, le processus d'angiogenèse est immunosuppresseur à différents niveaux.

## Les thérapies ciblant l’angiogenèse suppriment l'anergie des cellules endothéliales et améliore l'immunothérapie
Étant donné que cette forme de suppression immunitaire est médiée par la stimulation angiogénique, il a été démontré que la thérapie anti-angiogénique pouvait inverser l'anergie des cellules endothéliales, permettant ainsi aux leucocytes d'infiltrer les tumeurs et d'y stimuler l'immunité anti-tumorale,. Surmonter l'anergie des cellules endothéliales explique le succès actuel des traitements anti-cancereux incluant une combinaison de thérapie anti-angiogénique et d'immunothérapie, généralement des inhibiteurs des points de contrôle immunitaire,.

## Un programme d'origine embryonnaire
Il a été suggéré que l'anergie des cellules endothéliales se produit également au cours des stades embryonnaires. Cela afin de permettre un développement efficace de l'embryon en le protégeant de la réponse immunitaire maternelle. Les tumeurs ont détourné ce processus pour se développer avec le soutien de l'anergie des cellules endothéliales pour supprimer la réponse immunitaire.